# Hauptreihenstern der Spektralklasse O
Ein Hauptreihenstern der Spektralklasse O ist ein Stern der Spektralklasse O und der Leuchtkraftklasse V. Ein Beispiel für einen O-Hauptreihenstern stellt Zeta Ophiuchi dar. Die O-Hauptreihensterne befinden sich links im Hertzsprung-Russell-Diagramm. Sie sind die massereichsten Hauptreihensterne und aufgrund ihrer Masse extrem viel kurzlebiger als zum Beispiel die Sonne, die ein Gelber Zwerg ist.

## Eigenschaften
O-Hauptreihensterne weisen Massen von etwa 18 bis über 60 Sonnenmassen Oberflächentemperaturen von etwa 31.500 K bis über 45.000 K auf. Ihre Leuchtkraft ist 30.000 bis 1 Million Mal größer als die der Sonne. Aufgrund der höheren Energie hat die Strahlung eine höhere Frequenz und erscheint als blaues Licht. Diese Sterne leuchten vor allem im ultravioletten Bereich. Sie haben eine physikalische Ähnlichkeit mit Blauen Riesen, sind aber kleiner als sie.

### Spektrale Standardsterne
Der revidierte Yerkes Atlas (Johnson & Morgan 1953) listet 8 O-Hauptreihensterne als Standard, wobei im Laufe der Zeit einige auf der Liste entfernt wurden.
Die Anker des MK-Systems bilden folgende Sterne:
- S Monocerotis (O7V)
- 10 Lacertae (O9V)

### Entwicklung
Ein O-Hauptreihenstern verweilt während seiner Existenz ca. 3–10 Mio. Jahre in der Hauptreihe.

### Vorkommen
Da der relative Anteil massereicher Sterne klein ist und ihre Lebensdauer kurz (bedingt durch die schnellere innere Fusionsreaktion mit steigender Masse), gibt es nur sehr wenige Sterne dieser Art (nur etwa einer von 10 Millionen Sternen; total in der Milchstraße etwa 20.000).
O-Sterne kommen sehr häufig in Doppelsternsystemen vor. Ihr Anteil ist zu mehr als 75 % geschätzt worden, wobei die Entdeckung eines Begleiters durch die hohe Leuchtkraft des O-Sterns sowie die schnelle Rotation des frühen Sterns erschwert wird. Die schnelle Rotation verbreitet durch den Doppler-Effekt die Spektrallinien und in Kombination mit der hohen Leuchtkraft sind die Spektrallinien des Begleiters nicht mehr nachweisbar. Wegen der hohen Rate an Doppelsternen entstehen die O-Sterne wahrscheinlich überwiegend aus der Verschmelzung in wechselwirkenden Mehrfachsystemen. Diese massereichen Sterne sind die Vorläufer von Kernkollaps-Supernovae, einem Teil der Gamma Ray Bursts, Millisekundenpulsare und der doppelten Neutronensterne.

### Unterklassen
Objekte werden in die Unterklasse O Vz eingeteilt anhand der Relation der Äquivalentbreite der Heliumlinien HeII4686/HeI4541. Diese Sterne mit einer relativ schwachen HeI4541-Absorptionslinie sind im Mittel jünger und haben sowohl eine geringere Leuchtkraft als auch Sternwinde. Die Entstehung der Vz-Subklasse könnte auch stark abhängig von der Metallizität sein. Tritt die HeII4686-Linie in Emission auf, so werden die Sterne als Of-Sterne klassifiziert. Diese Sterne zeigen starke Sternwinde und entwickeln sich bereits von der Hauptreihe weg.

## Planeten um Hauptreihensterne der Spektralklasse O
Mit gegenwärtigen Methoden zur Detektion von Exoplaneten ist es am einfachsten, solche in verhältnismäßig engen Bahnen um Rote Zwerge nachzuweisen. Bisher konnten keine Exoplaneten um diese kurzlebigen Giganten nachgewiesen werden.

## Beispiele
Ein bei geeigneten Beobachtungsbedingungen mit bloßem Auge sichtbarer Vertreter dieser Sterne ist ζ Ophiuchi, viele weitere Hauptreihensterne der Spektralklasse O sind ebenfalls freiäugig zu sehen, jedoch deutlich weniger hell.
| Name             | Spektralklasse | Masse in M☉ | Radius in R☉ | Leuchtkraft in L☉ |
| ---------------- | -------------- | ----------- | ------------ | ----------------- |
| 9 Sagittarii A   | O4 V((f))z     | 32          | 11           | 480.000           |
| S Monocerotis Aa | O7 V           | 29          | 10           | 210.000           |
| θ1 Orionis C1    | O7 Vp          | 34          | 8            | 250.000           |
| 10 Lacertae      | O9 V           | 22          | 7            | 70.000            |
| ζ Ophiuchi       | O9.5 V         | 20          | 8            | 75.000            |
| σ Orionis Aa     | O9.5 V         | 18          | 6            | 42.000            |